# Carola Wallinder
Carola Marta Maria Wallinder född 24 juli 1900 i Frankfurt am Main, död 6 november 1972 i Asmundtorp i Landskrona kommun, var en tysk-svensk målare, skulptör och tecknare.
Hon var gift första gången 1921–1931 med redaktionschefen Helge Gad och andra gången med trädgårdsmästaren Erik Olof Wallinder. Hon studerade konst för Willy Mulot i Düsseldorf från 1916 och bedrev självstudier under resor till ett tiotal europeiska länder. Separat ställde hon bland annat ut i Västerhaninge, Linköping, Uppsala, Gävle och på S:t Eriks konsthandel i Stockholm. Hennes konst består av porträttstudier i lera och plastilina samt stilleben, porträtt och landskapsskildringar utförda i olja, akvarell eller rödkrita. Vid sidan av sitt eget skapande drev hon målarskolor i bland annat Linköping, Uppsala och Gävle samt var lärare vid Arbetarnas bildningsförbunds konstkurser i Mora och Orsa. Wallinder är representerad med porträtt vid Dramatiska teatern, Essingens skola och Musikhistoriska museet i Stockholm.